# 維索克 (阿赫特爾卡區)
50°17′1″N 35°2′0″E / 50.28361°N 35.03333°E
維索凱（烏克蘭語：Високе）是位於烏克蘭東北部的村莊，由蘇梅州奥赫蒂尔卡区的切爾內奇奇納市鎮負責管轄。該村處於奧赫季爾卡河畔，距離大加伊1公里，面積0.86平方公里，海拔高度131米，2001年人口461。